# Midsáyap
Midsáyap es un municipio filipino de primera categoría, situado al sur de la isla de Mindanao. Forma parte de  la provincia de Cotabato del Norte situada en la Región Administrativa de Soccsksargen también denominada Región XII. 
Para las elecciones está encuadrado en el Primer Distrito Electoral de esta provincia.

## Barrios
El municipio de Midsáyap se divide, a los efectos administrativos, en 57 barangayes o barrios, conforme a la siguiente relación:
| - Agricultura - Anonang - Arizona - Bagumba - Baliki - Bitoka - Bual Alto, Bual Bajo - Bulanán, Bulanán de Arriba | - Glad, Glad de Arriba, dividido en 2 barrios y Glad de Abajo. - Damatulán - Ilbocean - Kadigasan - Kadingilan - Kapinpilan - Katingawan, Katingawan de Abajo | - Kimagango - Kiwanan - Kudarangan - Labas, Labas de Arriba - Lagumbingán - Lomopog - Malamote - Malingao | - Milaya - Mudseng - Nabalawag - Nalin - Nes - Patindeguen - Población, dividida en 8 barrios - Rangabán | - Sadaan - Salunayan - Sambulawan - San Isidro - Santa Cruz - Tugal - Tumbras - Villarrica - Kiwanan - San Pedro |  |

## Historia
Antes del estallido de la Segunda Guerra Mundial la provincia de Cotabato tenían sólo tres  municipios: Cotabato, Dulawan (más tarde llamado Datu Piang, en honor a Amai Mingka, el padre del gobernador y el congresista Gumbay Ugalingan Piang Piang) y Midsáyap. Los municipios de Dulaguán y Midsáyap fueron creados  al mismo tiempo, el 25 de noviembre de 1936.
El primer gobierno civil, hasta entonces estaba bajo administración militar, data del año 1941.